# 1979 en littérature
| Années de la littérature : 1976 - 1977 - 1978 - 1979 - 1980 - 1981 - 1982    |
| Décennies de la littérature : 1940 - 1950 - 1960 - 1970 - 1980 - 1990 - 2000 |

Cet article présente les faits marquants de l'année 1979 en littérature.

## Événements
- 14 juin : décès de Marcel Valotaire.
- 16 juin : Roland Brunet et Jacques Derrida organisent les « États généraux de la philosophie » à la Sorbonne.
- 1er juillet : Libération du prix du livre en France.
- 15 décembre : Élection de Cornelius Castoriadis à l’École des hautes études en sciences sociales.

## Parutions

### Bande dessinée
Tous les albums de BD sorti en 1979

### Biographies, récits et souvenirs
- Cavanna, Les Russkoffs, éd. Belfond.
- Colette Tournès (avec Michel Guiré-Vaka), Gargantua, ed. Bayard presse.
- Henri Vincenot, Terres de mémoire, livre d'entretiens, éd. Defarge.

### Essais
1. Ernst Bloch, Athéisme dans le christianisme, éd. Gallimard, 360 pages. Philosophie.
2. Guy Debord, Préface à la quatrième édition italienne de "La Société du spectacle", Champ Libre.
3. Alfred Sauvy, Le Coq, l'autruche et le bouc... émissaire, éd. Grasset.
4. Pierre Thuillier, Le darwinisme aujourd’hui éditions du Seuil collection Points Sciences.

#### Histoire
- Jacques Choffel, La Bretagne sous l'orage Plantagenêt, Paris, Éditions Fernand Lanore, 1979, 248 p. (ISBN 978-7-6300-0355-7, présentation en ligne, lire en ligne)
- Carl von Clausewitz, Campagne de 1799 en Italie et en Suisse, Champ libre.
- Yves Courrière, Normandie Niemen : Un temps pour la guerre, Presses de la Cité, 412 p. (ISBN 978-2-258-00590-7)
- Emmanuel Leroy-Ladurie, Le Carnaval de Romans : de la Chandeleur au Mercredi des cendres (1579–1580), Paris, Gallimard, coll. « Folio histoire », 1986 (réimpr. 1986), 426 p. (ISBN 978-2-07-032343-2 et 2-07-032343-9).
- Bernardine Melchior-Bonnet,  Jérôme Bonaparte ou l'Envers de l’Épopée, éd. Perrin
- Pierre Chaunu, Un futur sans avenir, Histoire et population, Calmann-Lévy.
- Ian Grey, Stalin, Man of History.

#### Politique
1. Franz Borkenau, Spanish Cockpit, Rapport sur les conflits sociaux et politiques en Espagne (1936-1937), Champ libre.
2. Anacharsis Cloots, Écrits révolutionnaires (1790-1794), présentés par Michèle Duval, Éditions Champ libre.
3. Jean Fourastié, Trente Glorieuses.
4. Général Walter G. Krivitsky, J'étais un agent de Staline, Éditions Champ libre.
5. Michel Rocard, Parler vrai, textes politiques (1966-1979), éd. Le Seuil.
6. Michel Rocard, On ne change pas la société par décret.
7. Éric Werner, Mystique et politique : études de philosophie politique, éd. L'Âge d'Homme, coll. Mobiles, 136 pages  (ISBN 978-2825131855).

### Livres pour la jeunesse
1. Patrick Cauvin (avec Michel Guiré-Vaka), Rue de la chance.
2. Jacob Grimm et Wilhelm Grimm, Lore Segal (auteurs), Maurice Sendak (illustrations), Hans-mon-Hérisson et treize autres contes, éd. Gallimard Folio-junior, octobre, 157 pages,  (ISBN 978-2-07-033114-7).
3. Christian Poslaniec (avec Willi Glasauer), Nouvelles de la terre... et d'ailleurs.
4. Jacques Prévert, illustrations de Henri Galeron, La Pêche à la baleine, Gallimard, coll. Enfantimages
5. Rudyard Kipling, illustrations de Nicole Claveloux, Le Chameau et sa bosse, Gallimard, coll. Enfantimages
6. Jack London, illustrations de Claude Lapointe, L’Appel de la forêt, Gallimard, coll. Grands textes illustrés

### Poésie
1. Matilde Camus (espagnole), Corcel en el tiempo ("Coursier dans le temps").
2. Jean-Pierre Desthuilliers, L'arbre parole, éd. Millas-Martin.
3. Claude Esteban, Terres, travaux du cœur, éd. Flammarion.
4. Youssef Rzouga (tunisien), Je te surpasse par ma tristesse.
5. Léopold Sédar Senghor (sénégalais), Élégies majeures.
6. Richard Taillefer, Ombre et lumière, Cahiers Froissart.
7. Henri Vincenot, Psaumes à Notre-Dame en faveur de notre fils, éd. Denoël.

### Romans

#### Romans francophones
1. Jean Echenoz, Le Méridien de Greenwich, Les Éditions de Minuit
2. Romain Gary, sous le pseudonyme d'Emile Ajar, L'Angoisse du roi Salomon
3. Joseph Joffo, Tendre été, éd. Jean-Claude Lattès.
4. Henri Lopes, Le Pleurer-rire.
5. Sony Labou Tansi, La Vie et demie.
6. Aminata Sow Fall, La Grève de Battu.

#### Romans traduits
1. Italo Calvino, Si par une nuit d'hiver un voyageur.
2. William Styron, Le Choix de Sophie.

### Nouvelles
1. Simone de Beauvoir, Quand prime le spirituel.

## Naissances
- 5 mars : Jefferson Costa, auteur brésilien de bande dessinée.
- 14 mars : Mathieu Fortin, écrivain québécois de science-fiction.
- 8 avril : Olivier Dupin, écrivain français de romans et d'albums pour la jeunesse.
- 5 mai : Catherynne M. Valente : écrivain américaine de science-fiction et de fantasy.
- 12 juin : Dmitri Gloukhovski, écrivain russe de science-fiction.
- 3 décembre : Nadia Coste, écrivain français de fantasy.
- Mathieu Simoneau, poète québécois.

## Décès
- 27 janvier : Victoria Ocampo, écrivaine, traductrice et éditrice argentine (° 7 avril 1890).
- 9 février : Allen Tate, poète américain (° 19 novembre 1899)
- 10 mai : Louis Paul Boon, écrivain belge,
- 28 mai : Consuelo Suncin Sandoval de Gómez (° 16 avril 1901).
- 16 juin : Lazare Laguine (° 4 décembre 1903).
- 29 juin : Blas de Otero, poète espagnol (° 15 mars 1916),
- 8 juillet : Tommaso Landolfi, 70 ans, écrivain italien (° 9 août 1908),
- 31 juillet : Mohamed Laïd Al-Khalifa, poète algérien (° 28 août 1904).
- 6 octobre : Elizabeth Bishop, poétesse, essayiste et traductrice américaine (° 8 février 1911).